# Darling Pretty
Darling Pretty è un brano musicale di Mark Knopfler, distribuito come singolo nel 1996; è inoltre la traccia d'apertura di Golden Heart, il primo album solista del chitarrista e cantautore britannico.
Il singolo ha raggiunto la 33ª posizione delle classifiche nel Regno Unito. La canzone fu interpretata dal vivo durante il First Solo Tour.